# Románivka (Kvitneve)
Románivka (en ucraniano: Романівка) es un pueblo ucraniano perteneciente al óblast de Zhitómir. Situado en el oeste del país, forma parte del raión de Zhitómir y parte del municipio (hromada) de Kvitneve.

## Toponimia
Románivka tiene los siguientes nombres históricos: en ruso: Романовка, romanizado: Románovka; en polaco: Romanów.

## Geografía
Románivka se encuentra en la margen derecha del río Unava.

## Historia
El pueblo es conocido desde 1550. 

## Demografía
Según el censo de 2001, la lengua materna de la mayoría de los habitantes, el 99,03%, es el ucraniano.

## Infraestructura

### Transporte
La carretera Fástiv-Popilnia pasa por Románivka.